# Гоминиды
Гомини́ды (лат. Hominidae) — семейство приматов, включающее людей и больших человекообразных обезьян. Вместе с гиббоновыми образует надсемейство гоминоидов.
Ранее к гоминидам относили только людей и их вымерших предков, а орангутанов, горилл и шимпанзе выделяли в отдельное семейство понгиды. Однако при таком определении семейство понгид становится парафилетическим (то есть включает не все виды, произошедшие от их ближайшего общего предка), в то время как в современной биологии стремятся к монофилетическим таксонам. Поэтому большинство биологов теперь включает орангутанов в семейство гоминид в качестве подсемейства понгины (Ponginae). Кроме того, горилл и шимпанзе часто включают в подсемейство гоминины (Homininae) вместе с людьми. Именно такая классификация показана ниже.
Остаётся открытым вопрос о классификации вымерших гоминид, в том числе предков человека, например, кого включать в род людей среди вымерших членов семейства, таких как человек умелый и др.

## Систематика
Семейство гоминид делится на два подсемейства с четырьмя родами и восемью современными видами:
- Подсемейство Понгины (Ponginae)
  - орангутаны (Pongo)
    - калимантанский орангутан (Pongo pygmaeus)
    - суматранский орангутан (Pongo abelii)
    - тапанульский орангутан (Pongo tapanuliensis)
- Подсемейство Гоминины (Homininae)
  - триба Гориллини (Gorillini)
    - гориллы (Gorilla)
      - западная горилла (Gorilla gorilla)
      - восточная горилла (Gorilla beringei)

  - триба Гоминини (Hominini)
    - подтриба Панина  (Panina)
      - шимпанзе (Pan)
        - обыкновенный шимпанзе (Pan troglodytes)
        - бонобо или карликовый шимпанзе (Pan paniscus)

    - подтриба Хоминина (Hominina)
      - люди (Homo)
        - человек разумный (Homo sapiens)

Вместе с тем, антропологи предпочитают относить к гоминидам только собственно людей и некоторых их вымерших предков (Australopithecus, Ardipithecus и др.). Существовали также переходные ископаемые формы между ними и другими приматами (грекопитек, накалипитек и др.), систематическое положение которых не определено. Способностью передвигаться на прямых ногах обладал также родственный дриопитекам данувий, найденный на юге Германии.
Гоминиды в антропологии выделяются на основании двух простых критериев: двуногость и редукция зубочелюстного аппарата (уменьшение клыков, параболическая форма зубной дуги, укороченные челюсти). Они также отличаются от других приматов более крупным мозгом (от 600 до 2000 мл).
Последний общий предок человека и шимпанзе (англ. Chimpanzee–human last common ancestor, CHLCA) был не похож на современных шимпанзе. У CHLCA руки были почти такие же как у современных Homo sapiens с относительно длинным большим пальцем, руки же шимпанзе гораздо длиннее и у́же, но вот большой палец у него не такой длинный, как у человека — шимпанзе не могут дотянуться большим пальцем до остальных пальцев, зато строение их ладоней и остальных пальцев позволяет им лазить по деревьям. «Основные» пальцы шимпанзе и орангутанов представляют собой более продвинутую, специализированную форму, приспособленную для жизни среди деревьев. Способность использовать орудия у предков человека была связана не со строением рук, а с неврологическими изменениями и эволюцией головного мозга. С развитием мозга люди научились планировать свои действия: координировать движения и осуществлять точный захват инструментов руками. Кроме человека более примитивное строение рук унаследовали гориллы, которые проводят на деревьях лишь 5—20% своего времени (учёные также отмечают, что и стопы горилл также похожи на стопы людей).
Ранние гоминины произошли, вероятно, в Африке от миоценового последнего общего предка (LCA), который не соответствует ни одной живой человекообразной обезьяне. Миоценовый LCA, возможно, не был адаптирован специально для подвешивания или для ходьбы на костяшках пальцев.

## Хронограмма

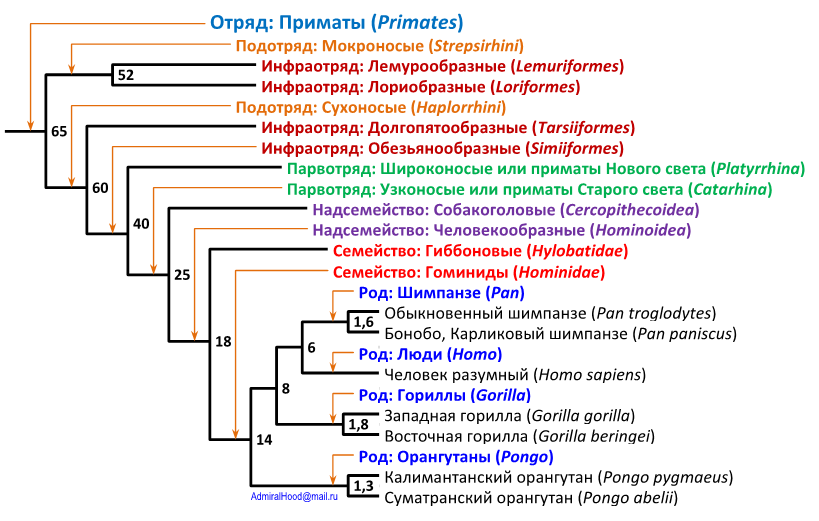
Филогенетическое дерево (хронограмма) гоминид и его положение в филогенетическом дереве приматов. Семь ныне существующих видов гоминид обозначены чёрным шрифтом. Различными цветами показаны более крупные ветви дерева приматов. Цифры показывают ориентировочное время расхождения филогенетических групп (млн лет назад) по данным молекулярной филогенетики (http://www.onezoom.org/, данные на 07.09.2017)